# Chung Jong-son
Chung Jong-son (hangul: 정종선, ur. 20 marca 1966) - były południowokoreański piłkarz występujący na pozycji obrońcy. Obecnie jest trenerem drużyny Eonnam High School.

## Kariera klubowa
Chung Jong-son jest wychowankiem klubu POSCO Atoms Pohang. W sezonie 1985 rozegrał tu jeden mecz w K-League. Następnie przeniósł się do Ulsan Hyundai Horang-i. W przeciągu sześciu sezonów grał tu 137 razy w pierwszej lidze koreańskiej i strzelił jednego gola. W 1995 roku odszedł do zespołu Jeonbuk Hyundai Motors. Tutaj w K-League występował 61-krotnie. Karierę piłkarską zakończył po sezonie 1998, w którym występował w barwach Anyang LG Cheetahs.
Od 2002 roku jest trenerem klubu Eonnam High School.

## Kariera reprezentacyjna
Chung Jong-son jest 9-krotnym reprezentantem Korei Południowej. Został powołany na trzy Mundiale: 1986, 1990 i 1994. We wszystkich tych turniejach Korea odpadała z rozgrywek po fazie grupowej. W rozgrywanych w 1986 roku Mistrzostwach Świata w Meksyku Chung pojawił się na boisku tylko w przegranym 2:3 meczu z Włochami. W 1990 roku na turnieju we Włoszech grał w dwóch meczach w grupie: z Hiszpanią (1:3) i Urugwajem (0:1). Natomiast cztery lata później w Stanach Zjednoczonych pojawił się na boisku tylko przeciwko Niemcom (2:3).